# Daphnandra
Genre
Daphnandra est un genre de la famille des Atherospermataceae.
C'est un arbre ou un arbrisseau endémique de l'Australie.

## Liste des espèces
Il existe six espèces, présentes en Nouvelle-Galles du Sud et au Queensland,:
- Daphnandra apatela Schodde Socket wood, yellow wood, canary socketwood, satin wood
- Daphnandra johnsonii Schodde Illawarra socketwood
- Daphnandra melasmena Schodde
- Daphnandra micrantha (Tul.) Benth.
- Daphnandra repandula (F.Muell.) F.Muell. Sassafras, grey sassafras, northern sassafras, northern yellow sassafras, scentless sassafras, yellow sassafras (synonym of Atherosperma repandulum)
- Daphnandra tenuipes J.R.Perkins, Red-flowered socketwood, socket sassafras

Et une septième selon GBIF (7 août 2024) :
- Daphnandra dielsii Perkins

## Systématique
Le nom correct complet (avec auteur) de ce taxon est Daphnandra Benth.. Le nom générique Daphnandra fait référence à une similitude des anthères du laurier. Le nom grec daphne fait référence au laurier et andros à l'homme.